# Heckington Windmill

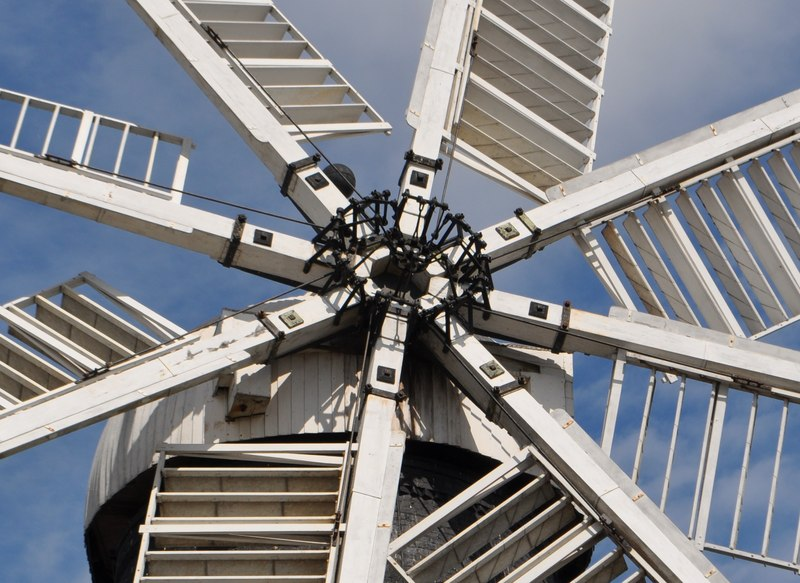
Tornet med åtta vingar

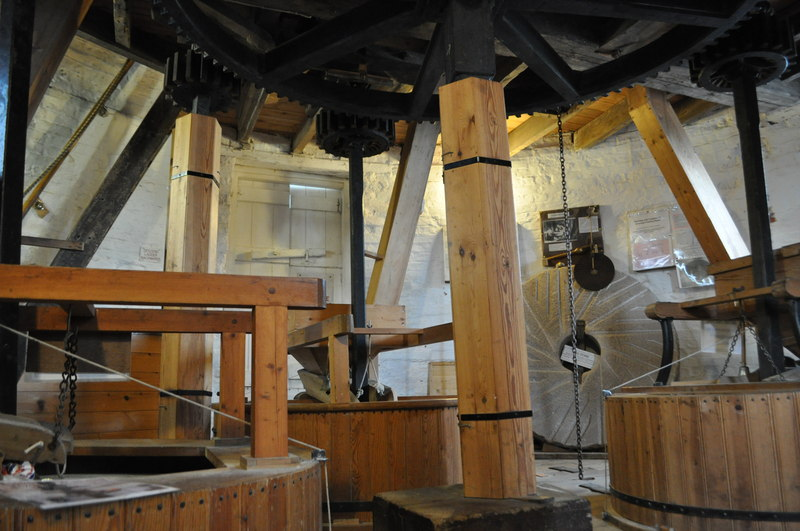
Kvarnstensvåningen, 2011

Heckington Windmill  är en väderkvarn med åtta vingar i Heckington, mellan Sleaford och Boston i Lincolnshire i Storbritannien. Den är den enda bevarade kvarnen med åtta fungerande vingar i Storbritannien. Den är sedan 1951 ett byggnadsminne.
Kvarnen byggdes 1830 av kvarnbyggaren Edward Ingledew, som också byggde bland andra kvarnarna i Wragby 1831 och Waltham 1837 och den tidigare i Pickworth. Kvarnen har sex våningsplan: bottenvåning, mjölvåning, kvarnstensvåning, undre tunnvåning, övre tunnvåning (hissvåning) samt damm- eller huvvåning.

## Historik
Ursprungligen drev fem vingar kvarnens tre kvarnstenspar under en period av 60 år. Efter det att den förste mjölnaren Michael Hare dött 1834, gifte änkan Ann Hare (1807-1879) om sig med mjölnaren  Sleightholme Nash (1769-1847) omkring 1836. Kvarnen ägdes därefter av Nashs son Joseph Nash. Under dennes tid kollapsade kvarnen 1890, efter det att en vind fått vingarna att okontrollerat snurra baklänges. Det ledde till att hela huven lossnade och vingmaskineriet förstördes. Kvarnen lades därefter ned.
Året efter köpte kvarnägaren John Pocklington från Wyberton tornhuvan med maskineri och vingar från Tuxfords då nedlagda kvarn, som ägts av den 1888 avlidne mjölnaren och ägaren av verkstadsföretaget Tuxford & Sons på en auktion till lågt pris utan att ha haft någon bestämd plan. I köpevillkoren ingick att avlägsna maskineriet från kvarntomten, varför han omedelbart behövde en underdel till en kvarn att montera den nyinköpta överdelen på. Han köpte därför den förstörda kvarnen i Heckington och lät 1881–1892 montera den nya överdelen på den och hade den därefter i drift under 54 år. Han installerade så småningom en cirkelsåg i ett skjul vid kvarnen, vilken också drevs av väderkvarnen.
Efter Pocklingtons död 1941 var kvarnen ur bruk från 1946 och 40 år framåt. År 1953 köptes kvarnen av Kesteven County Council, som genomförde en första restaurering, varvid fyra vingar kunde installeras. Lincolnshire County Council övertog senare ägarskapet och restaurerade kvarnen slutligen till driftsskick.
Kvarnen återinvigdes 1986 och sköts av Heckington Mill Trust. Den genomgick från 2004 en omfattande restaurering och fick 2014 tillbaka sina segel.